# Jack Kachkar
Jack Khachkarian dit Jack Kachkar (arménien: Ժակ Խաչքարեան) est un homme d'affaires canadien né le 19 février 1963 à Damas (Syrie). 

## Biographie

### Origines
Après avoir vécu au Liban, son père, Mihran Missak Kachkarian, d'origine arménienne a émigré au Canada avec sa famille, en 1969.
Jack Kachkar a étudié la médecine à Budapest en Hongrie, où il rencontre et épouse Viktoria Benkovitch, une antiquaire fortunée originaire d'Ukraine. 

### Homme d'affaires
Avec la fortune de sa femme, Jack Kachkar a multiplié les placements et les investissements. Il a ainsi constitué  une fortune évaluée à 386 millions d'euros : Inyx, une société pharmaceutique cotée au Nasdaq, des mines de matières premières et des sociétés immobilières. La localisation de ses actifs retrace son parcours personnel de Syrie à Miami, en passant par le Liban et Toronto.
Jack Kachkar est président-directeur général de Karver Holdings (anciennement  Karver Capital Holdings), qui investit dans les entreprises cotées ou non en Amérique du Nord et en Europe. Une de ses participations importantes a été Inyx Inc, société pharmaceutique internationale cotée au NASDAQ et basée à New York, dont il a été président-directeur général. 
Entre 1996 et décembre 2002, Jack  Kachkar est président-directeur général de la société canadienne Miza Inc, qui possède Miza Ireland, Miza Pharmaceuticals (au Royaume-Uni) et Miza Pharmaceuticals USA. Le 10 mai 2005, la Haute Cour de justice d'Irlande met sous restriction judiciaire Jack Kachkar et son partenaire (précisément : Restriction order under Company Law), confirmé en 2010, dans le cadre de la liquidation de Miza Ireland datant de 2002.  Miza Pharmaceuticals USA est déclaré en faillite et placé sous la protection du chapitre 11 du droit fédéral et ses biens revendus à Carr Pharmaceuticals en mai 2003. Les actifs et contrats de Miza UK, en liquidation depuis septembre 2002, sont rachetés en mars 2003 par Inyx Pharmaceutical, qui est acheté en avril 2003 par Doblique Inc, société de courses de chevaux appartenant majoritairement à la femme de Jack Kachkar. La société Doblique, alors présidée par Jack Kachkar, est renommée en Inyx Inc le 1er mai 2003.
Le 2 juillet 2007, Inyx USA et Exaeris se déclarent en faillite et se placent sous la protection du chapitre 11 du droit fédéral (Inyx USA et Exaeris étant des compagnies appartenant à la holding Inyx Inc), à la suite d'un conflit avec la banque Western Puerto Rico Bank (W Holding Company (en)) sur des crédits permanents, qui entraîneront des poursuites en justice de part et d'autre, et la mise sous administration judiciaire de Inyx Pharma, Inyx Europe et Ashton Pharmaceuticals, trois sociétés appartenant à Inyx Inc basées au Royaume-Uni.

### Tentative de rachat de l'Olympique de Marseille
Le rachat de l'Olympique de Marseille par Jack Kachkar a été annoncé le 1er mars 2007 et soutenu par Jean-Pierre Foucault, président de l'association de l'OM. Le montant du rachat serait d'environ 115 millions d'euros. Kachkar a apporté le 16 janvier 2007 les garanties bancaires demandées pour l’opération. Alors que la signature officielle de l'acte de vente devait être signée le 26 février 2007, Jack Kachkar demande un délai supplémentaire à Robert Louis-Dreyfus qui lui accorde jusqu'à fin mars de cette même année afin de pouvoir réunir les 115 millions d'euros et confirmer son engagement d'injecter vingt millions d'euros dans l'OM chaque saison. Le 22 mars 2007, Robert Louis-Dreyfus rompt finalement les négociations avec Jack Kachkar, rupture devenue officielle le 29 mars 2007.
Le 15 juin 2011, après une enquête ayant débuté en 2007, Jack Kachkar est condamné  par le tribunal correctionnel de Paris pour escroquerie dans l'offre de reprise de l'OM à dix mois de prison avec sursis, cinquante mille euros d'amende, et cinq cent mille euros de dommages et intérêts à verser à Margarita Louis-Dreyfus, veuve de Robert Louis-Dreyfus. Il lui a été reproché d'avoir fourni à Robert Louis-Dreyfus des fausses garanties bancaires, ainsi qu'un virement à partir d'un compte non provisionné,.

### Condamnation pour escroquerie
En juillet 2019, Jack Kachkar est condamné  pour escroquerie à trente ans de prison et à une amende de 103 490 005 de dollars. L'homme d'affaires canadien a été jugé par la justice américaine pour avoir pris part à une fraude de cent millions de dollars ayant conduit à la faillite d'une banque de Porto-Rico. Il a été reconnu coupable de détournement de fonds à hauteur de plusieurs dizaines de millions de dollars lui ayant permis d'acquérir un jet privé, des résidences, des voitures de luxe, des bijoux et de profiter de séjour dans des hôtels haut de gamme.